# Dorgon

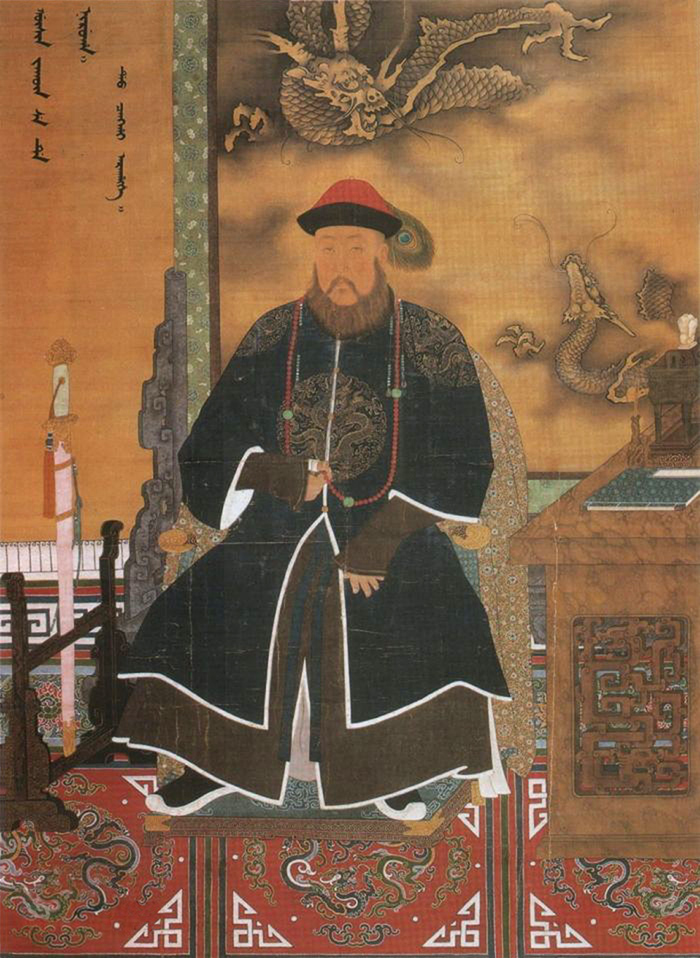
Dorgon

Dorgon (Mandschurisch: , chinesisch 多爾袞 / 多尔衮, Pinyin Duō'ěrgǔn; * 17. November 1612; † 31. Dezember 1650) war ein Mandschu-Prinz und Onkel des ersten Qing-Kaisers Fulin, als dessen Regent er fungierte. Neben Nurhaci, dessen 14. Sohn er war, gilt er als Wegbereiter der Qing-Dynastie. Er hatte mit seiner Armee 1644 Peking erobert.
Ein von Dorgon 1645 erlassenes Gesetz befahl unter Androhung der Todesstrafe, dass jeder Chinese einen Zopf tragen müsste. Dieser Chinesische Zopf war zum Ende der Kaiserzeit die typische Haartracht der Männer in China.
Nach dem Tod seines Bruders Hong Taiji, der mit der Kaiserinwitwe Xiao Zhuangwen und Mutter seines Neffen Fulin verheiratet war, erhielt er den Titel kaiserlicher Gemahl. Nach seinem Tod wurde er zunächst wie ein Kaiser geehrt, verlor kurz darauf aber alle Ehren, um unter dem 4. Qing-Kaiser Qianlong wieder rehabilitiert zu werden.